# From Fear to Eternity
From Fear to Eternity – The Best of: 1990–2010 je výběr největších hitů anglické heavy metalové skupiny Iron Maiden, vydaný v květnu roku 2011. Obsahuje materiál nahraný v letech 1990-2010.

## Seznam skladeb

### Disk 1
| Pořadí | Název                               | Délka |
| ------ | ----------------------------------- | ----- |
| 1.     | The Wicker Man                      |       |
| 2.     | Holy Smoke                          |       |
| 3.     | El Dorado                           |       |
| 4.     | Paschendale                         |       |
| 5.     | Different World                     |       |
| 6.     | Man on the Edge (live)              |       |
| 7.     | The Reincarnation of Benjamin Breeg |       |
| 8.     | Blood Brothers                      |       |
| 9.     | Rainmaker                           |       |
| 10.    | Sign of the Cross (live)            |       |
| 11.    | Brave New World                     |       |
| 12.    | Fear of the Dark (live)             |       |

### Disk 2
| Pořadí | Název                                   | Délka |
| ------ | --------------------------------------- | ----- |
| 1.     | Be Quick or Be Dead                     |       |
| 2.     | Tailgunner                              |       |
| 3.     | No More Lies                            |       |
| 4.     | Coming Home                             |       |
| 5.     | The Clansman (live)                     |       |
| 6.     | For the Greater Good of God             |       |
| 7.     | These Colours Don't Run                 |       |
| 8.     | Bring Your Daughter... to the Slaughter |       |
| 9.     | Afraid to Shoot Strangers               |       |
| 10.    | Dance of Death                          |       |
| 11.    | When the Wild Wind Blows                |       |

## Sestava
- Bruce Dickinson – zpěv
- Dave Murray – kytara
- Janick Gers – kytara
- Adrian Smith – kytara, doprovodný zpěv
- Steve Harris – baskytara, klávesy, doprovodný zpěv
- Nicko McBrain – bicí
- Michael Kenney – klávesy